# جو سي جونغ
جو سي جونغ مواليد 30 أكتوبر 1990 في انيانغ، هو لاعب كرة قدم كوري جنوبي يلعب مع نادي سول كلاعب وسط. مثّل منتخب كوريا الجنوبية لكرة القدم. سبق له أن لعب في كأس العالم لكرة القدم مع منتخب بلاده.

## المسيرة الاحترافية

### أندية لعب لها
- نادي بوسان أي بارك
- نادي سول

## روابط خارجية
- جو سي جونغ على موقع الاتحاد الدولي (مؤرشف)  (الإنجليزية)
- جو سي جونغ على موقع رابطة كرة القدم اليابانية للمحترفين (اليابانية)
- جو سي جونغ على موقع دوري كوريا الجنوبية (الإنجليزية)
- جو سي جونغ على موقع قاعدة بيانات كرة القدم.إي يو (الإنجليزية)
- جو سي جونغ على موقع ناشيونال فوتبول تيمز (الإنجليزية)
- جو سي جونغ على موقع Soccerway.com (الإنجليزية)
- جو سي جونغ على موقع عالم كرة القدم.نت (الإنجليزية)